# Eupithecia manca
Eupithecia manca là một loài bướm đêm trong họ Geometridae.